# Суситна Норт (Аљаска)
Суситна Норт (енгл. Susitna North) насељено је место без административног статуса у америчкој савезној држави Аљаска.

## Демографија
По попису из 2010. године број становника је 1.260.
| Група             | 2000.    | 2010.         |
| Белци             | 0 (0,0%) | 1.080 (85,7%) |
| Афроамериканци    | 0 (0,0%) | 4 (0,3%)      |
| Азијати           | 0 (0,0%) | 9 (0,7%)      |
| Хиспаноамериканци | 0 (0,0%) | 34 (2,7%)     |
| Укупно            | 0        | 1.260         |